# سیارک ۸۵۲۰۰
سیارک ۸۵۲۰۰ (به انگلیسی: 85200 Johnhault، نامگذاری:1991TG15) هشتاد و پنج هزار و دویستمین سیارک کشف شده‌است که در ۶ اکتبر ۱۹۹۱ کشف شد. این سیاره در حدود ۱۳ هزار سال نوری با زمین فاصله دارد